# Congresso di Manastir

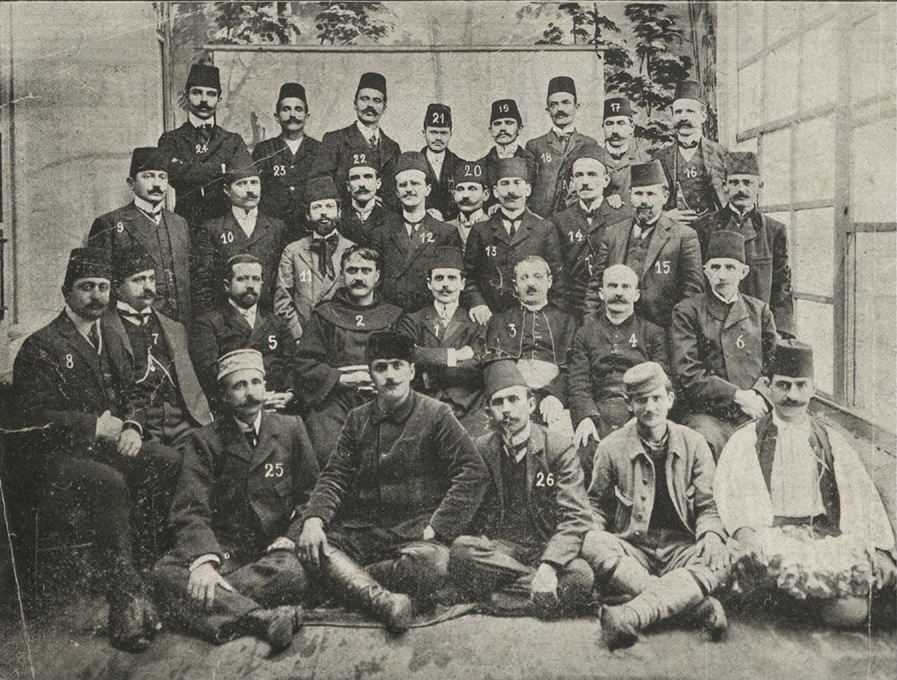
I principali delegati e partecipanti al congresso di Manastir

Il congresso di Manastir (in albanese: Kongresi i Manastirit) fu un congresso scientifico tenutosi tra il 14 e il 22 novembre 1908 presso la città di Manastir (moderna Bitola in Macedonia del Nord) nell'allora Impero ottomano con l'obiettivo di standardizzare l'alfabeto albanese. Fu seguito nel 1910 dal Secondo congresso di Manastir, incentrato prevalentemente sull'istruzione.
Il 22 novembre è una ricorrenza in Albania, Kosovo e Macedonia del Nord col nome di Giornata dell'alfabeto della lingua albanese (in albanese: Dita e Alfabetit të Gjuhës Shqipe).

## Partecipanti
Il Congresso fu organizzato dall'associazione Shoqnia Bashkimi presso l'abitazione di Fehim Zavalani. Vi parteciparono 50 delegati in rappresentazione di 23 tra città, villaggi ed associazioni culturali o patriottiche albanesi; di questi solo 32 avevano diritto di voto mentre i rimanenti 18 erano osservatori.
I 32 delegati con diritto di voto erano:
- Rauf Bey
- Selahedin Beu
- Dhimitër Buda
- Grigor Cilka
- Gjergj Fishta
- Mid'hat Frashëri
- Shefqet Frashëri
- Rrok Berisha Gjakova
- Zenel Glina
- Mihal Grameno
- Luigi Gurakuqi
- Havez Ibrahimi
- Nikollë Kaçorri
- Shahin Kolonja
- Ahil Eftim Korça
- Mati Logoreci
- Ndre Mjeda
- Dhimitër Mole
- Hilë Mosi
- Leonidha Naçi
- Sotir Peci
- Sami Pojani
- Gjergj Qiriazi
- Parashqevi Qiriazi
- Adham Shkaba
- Simon Shuteriqi
- Azis Starova
- Refik Toptani
- Bajo Topulli
- Çerçiz Topulli
- Nyz'het Vrioni
- Fehim Zavalani